# Essener Dora-Prozess

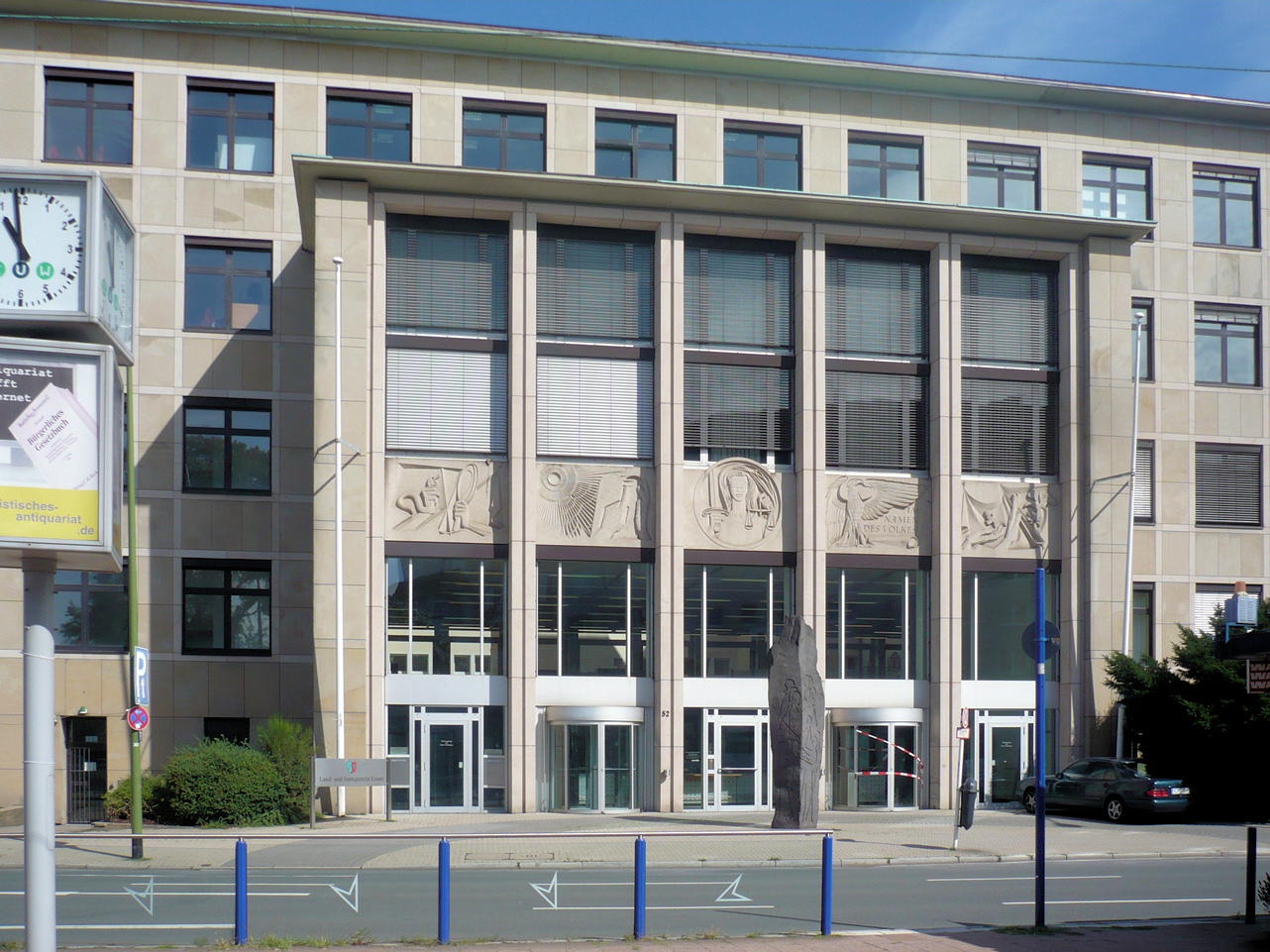
Prozessort: Landgericht Essen

Der Essener Dora-Prozess war ein westdeutscher NS-Prozess gegen drei Beschuldigte zum Tatkomplex Gewalt- und Endphaseverbrechen im KZ Mittelbau-Dora. Dieser Prozess fand von November 1967 bis Mai 1970 vor dem Schwurgericht im Landgericht Essen statt. Offiziell wurde das Verfahren als Landgericht Essen 29 Ks 9/66, Strafsache gegen Bischoff u. a. bezeichnet. Vor Prozessende wurde das Verfahren gegen einen Angeklagten ausgesetzt. Der Prozess endete mit zwei Schuldsprüchen, die Haftstrafen mussten die Verurteilten jedoch nicht antreten. Der Essener Dora-Prozess gehört neben dem Dachauer Dora-Prozess zu den beiden bedeutenden Verfahren zum Tatkomplex Gewaltverbrechen im KZ Mittelbau-Dora.

## Vorgeschichte
Erste Ermittlungen gegen einen im späteren Essener Dora-Prozess Angeklagten wurden 1959 in Essen nach einem anonymen Hinweis aufgenommen. Die zur Verfolgung von KZ-Verbrechen in Nordrhein-Westfalen tätige Zentralstelle bei der Kölner Staatsanwaltschaft nahm in der Folge Ermittlungen gegen über 30 Verdächtige auf, von denen jedoch nur drei Beschuldigte angeklagt wurden.

## Hauptverhandlung
Die Hauptverhandlung begann am 17. November 1967 vor dem Schwurgericht am Landgericht Essen. Angeklagt waren Helmut Bischoff, der ehemalige KdS des Sperrgebiets Mittelbau, dessen früherer Mitarbeiter Ernst Sander und der leitende Aufseher der Stollenanlage des Kohnsteins beim KZ Mittelbau Erwin Busta.
Der Verfahrensgegenstand beinhaltete die Erhängung und Erschießung von Häftlingen nach gescheiterten Fluchten und wegen Sabotage. Des Weiteren wurde bezüglich der gruppenweisen Massenexekution von 58 Häftlingen vor der Lagerbelegschaft verhandelt, die der Zugehörigkeit zu einer Widerstandsgruppe verdächtig waren. Auch die Erschießung von sieben Kommunisten bei der Auflösung des KZ Mittelbau im April 1945 sowie die tödliche Misshandlung von Häftlingen bei verschärfter Vernehmung oder wegen Verstößen gegen die Lagerordnung war Verfahrensgegenstand.
Insgesamt 300 Zeugen aus der Bundesrepublik, der DDR sowie West- und Osteuropa sagten vor Gericht aus oder wurden kommissarisch vernommen. Delegationen des Gerichts besuchten u. a. die USA und DDR sowie Warschau und Moskau.
Der ostdeutsche Anwalt Friedrich Karl Kaul vertrat als Nebenkläger ehemalige Mittelbau-Häftlinge aus der DDR und aus anderen Ostblock-Staaten. Kaul beantragte mehrfach die Vorladung prominenter westdeutscher Zeugen, um deren Involvierung in die im KZ Mittelbau-Dora begangenen Verbrechen nachzuweisen und Nachkriegskarrieren in Westdeutschland aufzuzeigen. Mit dieser Strategie versuchte er, die DDR als antifaschistischen Staat darzustellen, in dem im Gegensatz zu Westdeutschland KZ-Verbrechen konsequent verfolgt wurden. Insofern war der Prozess auch vom Ost-West-Konflikt geprägt. Kaul wurde dabei von einer Arbeitsgruppe unterstützt, zu der u. a. ostdeutsche Historiker, Beschäftigte der Generalstaatsanwaltschaft der DDR sowie Mitarbeiter des MfS gehörten. So gelang es Kaul, dass der ehemalige NS-Rüstungsminister Albert Speer Ende Oktober 1968 als Zeuge vor Gericht aussagte und der ehemalige V-Waffen-Ingenieur Wernher von Braun im deutschen Generalkonsulat von New Orleans kommissarisch zum Prozessgegenstand vernommen wurde.
Am 26. Mai 1970 wurde das Verfahren gegen Helmut Bischoff mit folgender Begründung eingestellt:
„Die Hauptverhandlung ist inzwischen soweit gediehen, daß mit der Verkündigung des Urteils gerechnet werden kann. Sollte dieses Urteil, was nach den bisherigen Ermittlungen der Hauptverhandlung zumindest nicht unwahrscheinlich ist, dahin lauten, daß der Angeklagte Bischoff als Mörder verurteilt wird, so ist nach dem Ergebnis der Begutachtung durch den Sachverständigen de Boor damit zu rechnen, daß es bei dem Angeklagten Bischoff infolge der Verkündigung des Urteils zu einer exzessiven Blutdrucksteigerung kommt, die seinen Tod – möglicherweise noch im Gerichtssaal – zur Folge hat“.
Bischoff starb unbehelligt 1993.
Am 8. Mai 1970 wurden nach 182 Sitzungstagen die Urteile verkündet.
| Angeklagter  | Straftat          | Urteil    |
| ------------ | ----------------- | --------- |
| Ernst Sander | Beihilfe zum Mord | 7,5 Jahre |
| Erwin Busta  | Beihilfe zum Mord | 8,5 Jahre |

Die Verurteilten mussten ihre Haftstrafen jedoch aufgrund von Haftverschonung und Strafaufschub nicht antreten. Gegen Ende der 1970er Jahre galten Sander und Busta als haftunfähig.